# Botta & Puricelli-Milano
La Botta & Puricelli-Milano, più semplicemente nota come BPM, è un'azienda italiana specializzata nello sviluppo e produzione di motori nautici ad alte prestazioni.

## Storia
Il 16 settembre 1929 Enzo Ferrari fondò l'omonima scuderia come filiale tecnico-agonistica dell'Alfa Romeo. Nel 1932, quando la Ferrari divenne a tutti gli effetti il reparto corse semiufficiale dell'Alfa Romeo, Botta e Puricelli, due ingegneri motoristi che avevano lavorato con Enzo Ferrari, decisero di mettersi in proprio. La pressoché totale mancanza di concorrenza li spinse a dedicarsi alla produzione di motori nautici. In seguito l'azienda iniziò a produrre anche i sistemi di trasmissione meccanica atti collegare i motori alle imbarcazioni.

### La collaborazione con Cisitalia e la Formula 1
Dopo il successo della monoposto D46, l'industriale Piero Dusio, proprietario della Cisitalia, commissionò a Dante Giacosa, all'epoca dipendente FIAT, e Giovanni Savonuzzi la progettazione di una nuova vettura coupé. Così, nel 1947 la coppia d'ingegneri progettò la 202, la cui carrozzeria fu disegnata da Battista Farina, che era spinta da un motore Fiat 1100 elaborato. Nel 1952 Dusio decise di lanciare la produzione della nuova 202D, sulla quale venne montato un motore in linea a quattro cilindri da due litri realizzato dalla BMP. L'idea di utilizzare un motore nautico, decisamente più economico rispetto alla concorrenza, su una vettura era stata suggerita dal pilota italo-francese Charles Pozzi, il quale era un grande conoscitore di motonautica.
Al fine di promuovere l'iniziativa, Piero Dusio decise di iscriversi al Gran Premio d'Italia 1952 con una D46 dotata di coperture Pirelli e spinta dal suddetto motore BPM. Tuttavia, la Cisitalia non riuscì a far segnare un tempo valido nelle qualifiche e non riuscì a partecipare alla gara, chiudendo così la prima e unica esperienza in Formula 1 sia della scuderia torinese che della BPM.